# 소론
소론(少論)은 조선 붕당정치의 한 당파이다. 조선 중기 이후 서인에서 분파했으며, 노론과는 대립하는 파벌로서 윤증(尹拯)을 옳게 여기는 파벌이었다. 서인의 일파인 소론과 노론, 동인에서 갈라져 나온 남인과 북인이 사색당파를 이루었다. 소론에는 조지겸·오도일·박태보·남구만·박세채 등 대개 청의(淸議)를 주장하는 소장이 많다.

## 개설
서인의 분파는 병자호란 때 청나라와의 관계를 둘러싼 논쟁에서 이미 단초를 보였으며, 조선 숙종 대에 이르러 보수파인 송시열을 비판하는 분파가 일어났다. 송시열의 제자였으나 '회니시비'(懷尼是非) 논쟁으로 불화를 일으킨 윤증을 비롯하여, 남구만, 박세채가 중심이었다. 그리고 경신환국으로 정권을 잡은 서인들 중 남인에 대한 처벌을 놓고 강경한 처벌을 주장한 노론과, 타협적 온건론을 주장한 분파가 대립했는데 이를 소론이라 한다.
송시열과 윤증의 감정적 다툼은 1669년 윤선거의 죽음에서 비롯된다. 윤증은 스승인 송시열에게 아버지 윤선거의 묘갈명을 부탁했는데, 송시열이 윤선거의 병자호란 당시 행적과 주자학에 대한 선명성을 문제 삼았다. 송시열의 교조적인 태도에 대하여 윤선거는 생전에 《기유의서》를 남겨 비판한 적이 있어, 두 사람 사이의 앙금이 사후 윤증을 통해 다시 촉발된 것이었다. 윤증이 소론에 속하면서 양 파벌의 분화는 촉진되었다.
숙종과 경종 대에 이르러 소론은 경종을, 노론은 연잉군을 지지해 왕위 계승 문제를 둘러싼 대립이 극에 달했다. 경종은 숙종의 뒤를 이어 왕위에 올라 소론이 득세했으나, 후사가 없어 이복동생인 연잉군을 왕세제로 삼으면서 대리청정 논쟁, 목호룡의 역모 사건 등으로 정국은 복잡해졌다. 결국 경종은 일찍 사망하고 연잉군이 영조로 즉위하여 이번에는 노론이 정권을 장악했다. 영조 즉위 초에 소론의 핵심은 제거되었고, 일부는 남인과 연합하여 이인좌의 난을 일으켰다가 척결되었다.
이후 영조와 정조의 탕평책을 통해 집권당의 일부로 남아 있었다. 소론의 학문적 전통은 정제두, 이광사를 통해 이어져 강화학파를 형성했고, 이종휘와 이건창을 거쳐 정인보에까지 승계되는 것으로 보기도 한다.

## 같이 보기
- 서인
- 노론

## 참고자료
- 이덕일 (2000년 9월 5일). 《송시열과 그들의 나라》. 서울: 김영사. ISBN 9788934905028.